# Ратьковы
Ратьковы (Ратковы, Ратьковы-Рожновы) — древний дворянский род.
В Гербовник внесены три фамилии этого имени, из которых две пишутся Ратьковы, а третья Ратковы:
1. Восходит к началу XVII века, потомство Григория Семёновича Ратькова, за которым писаны поместья в 1613 г.  (Герб. Часть VIII. № 32).
2. Ратьковы, за которыми писаны были имения в 1679 году (Герб. Часть X. № 83).
3. Ратковы, предки которых жалованы поместьями в 1616 году (Герб.Часть IV. № 77)[1].

Род Ратьковых и Ратьковых-Рожновых внесён в VI часть родословных книг Костромской, Новгородской и Орловской губернии.
Другой род Ратьковых, за которыми писаны поместья (1679), внесён в VI часть родословной книги Олонецкой губернии.

## Известные представители
- Ратьков Осип Кондратьевич - московский дворянин (1692).
- Ратьков Пётр Лаврентьевич - стряпчий (1692)[2].
- Николай Александрович Ратьков (?—1917) — председатель Олонецкой губернской земской управы (1905—1917)[3].
- Ратьков, Василий Александрович (1859—1893) — гражданский инженер, городской архитектор Петрозаводска.

## Ратьковы-Рожновы
- Отставной моряк капитан-лейтенант Александр Сергеевич Ратьков (1785—после 1860), помещик Кинешемского уезда Костромской губернии, женился (1825) на дочери премьер-майора Пелагее Алексеевне Рожновой (1802—после 1860). Она была последней в своём роду. Продолжателей её рода по мужским линиям в середине XIX века в живых не было. По её прошению на Высочайшее Имя её мужу, ей и их шести сыновьям: Николаю, Геннадию, Модесту, Алексею, Всеволоду, Владимиру, Валериану, Александру и дочери Людмиле было разрешено (1860) принять фамилию 
Ратьковых-Рожновых.
  - Николай Александрович Ратьков-Рожнов (1826—1917) — вице-адмирал;
  - Геннадий Александрович Ратьков-Рожнов (1826—1897) — воспитанник Морского кадетского корпуса, морской офицер.
    - Александр Геннадиевич Ратьков-Рожнов (1858—1930) — общественный деятель и политик, член IV Государственной думы от Ярославской губернии.

  - Алексей Александрович Ратьков-Рожнов (1829—1909) — директор архива Морского министерства, тайный советник;
  - Всеволод Александрович Ратьков-Рожнов (1833—1898) — вятский вице-губернатор, действительный статский советник.
  - Владимир Александрович Ратьков-Рожнов (1834—1912) — действительный тайный советник, санкт-петербургский городской голова, крупный предприниматель, сенатор.
    - Ольга Владимировна Ратькова-Рожнова (Серебрякова; 1868—1953) — вторично вышла замуж во Франции (1922) за принца П. А. Ольденбургского, в её честь была названа Ольгинская улица.
    - Яков Владимирович Ратьков-Рожнов (1870—1959) — чиновник Министерства иностранных дел, предприниматель.
    - Ананий Владимирович Ратьков-Рожнов (1871—1948) — царскосельский уездный предводитель дворянства, камергер.

## Описание гербов

#### Герб. Часть IV. № 77.
Герб рода Ратковых: в щите, имеющем голубое поле, изображена с правой стороны из облака выходящая рука, в золотые латы облаченная, с поднятой вверх серебряной саблей (польский герб Малая Погоня). Щит увенчан обыкновенным дворянским шлемом с дворянской на нем короной и тремя страусовыми перьями. Намёт на щите голубой, подложенный золотом. Щитодержатели: два льва.

#### Герб. Часть X. № 83
Герб рода Ратьковых: щит разделен горизонтальной чертой пополам и верхняя половина разделена вертикальной чертой пополам. В первой части, в красном поле, изображена выходящая из облака рука, в серебряные латы облаченная, держащая поднятый меч. Во второй части, в голубом поле, три шестиугольные серебряные звезды (изм. польский герб Карп). В третьей части, в золотом поле, рыцарский панцирь. Щит украшен дворянским шлемом и короной с тремя страусовыми перьями. Намёт на щите красный и голубой, подложенный золотом и серебром.

#### Герб. Часть VIII. № 32.
Герб потомства Григория Семеновича Ратькова: щит разделен на четыре части, из которых в первой части, в голубом поле, видна рука с саблей, выходящая с правой стороны из облака. Во второй части, в серебряном поле, лук и стрела, острием вверх (польский герб Лук). В третьей части, в золотом поле, панцирь. В четвертой части, в красном поле, крестообразно положены серебряная сабля и пика. Щит увенчан дворянским шлемом и короной со страусовыми перьями. Намёт на щите голубой и золотой, подложенный серебром и красным. Щитодержатели: два льва.

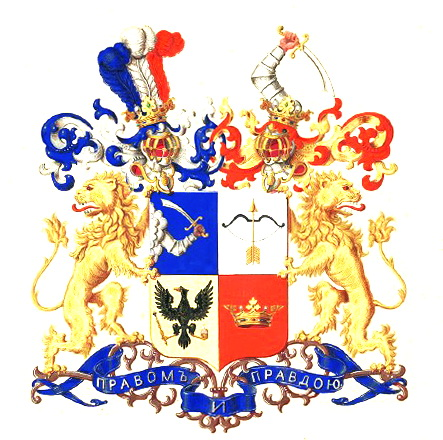
Герб рода Ратьковых-Рожновых

#### Герб. Часть XV № 24.
Герб Ратьковых-Рожновых: щит разделён на четыре части. В правой, лазоревой части, рука в серебряных латах выходит из серебряного облака справа. Она держит серебряный изогнутый меч с золотой рукояткой. Во второй, серебряной части, чёрный лук с золотой стрелой, обращённой остриём вверх. В третьей золотой части, чёрный одноглавый орёл держит в правой лапе золотой скипетр, в левой — золотую державу. В четвёртой, червлёной части, золотая дворянская корона. Первая и вторая части — герб Ратьковых, третья и четвёртая — герб Рожновых.
Над щитом два дворянских коронованных шлема. Нашлемник правого — три страусовых пера: среднее — серебряное, правое — лазоревое, левое — червлёное. Нашлемник левого — правая рука в серебряных латах держит серебряный изогнутый меч с золотой рукояткой. Намёт: справа лазоревый, подложен серебром, слева червлёный, подложен золотом. Щитодержатели: два золотых льва с червлёными глазами и языками. Девиз: «ПРАВОМ И ПРАВДОЮ» серебряными буквами на лазоревой ленте.